# Gelders-Overijssels
Gelders-Overijssels is een Nedersaksische dialectgroep die gesproken wordt rond de rivier de IJssel. De groep kan in 3 subgroepen verdeeld worden: Sallands, Achterhoeks en Urkers. Soms wordt het Oost-Veluws hier ook bij gerekend.
Ten noordoosten van Doetinchem begint het Gelders-Overijssels, dat zich voortzet over de IJssel, zoals de naam al zegt, in de Nederlandse provincie Overijssel. Nog meer naar het oosten vinden we het Twents-Graafschaps. De grens met het Gelders-Overijssels wordt gevormd door de uitspraak van het woord vuur: in het Gelders-Overijssels vuur, in het Twents-Graafschaps veur. In beide gebieden, Gelders-Overijssels en Twents-Graafschaps, loopt het dialectgebied door over de provinciegrens met Overijssel. Er loopt dus wel een dialectgrens door de Achterhoek, maar niet tussen Achterhoek en Twente.